# 函普
函普，即后来的完颜函普，是10世纪早期的一个女真部落完颜氏族领袖。据《金史·本纪第一》记载：金之先，出靺鞨氏。靺鞨本号勿吉。勿吉，古肃慎地也。此后，靺鞨曾有一段时间附于高丽，函普为勿吉七部之人，原居住于高丽，后来来到完颜部，来时年已六十多岁。他改良了女真族的习惯法，并迎娶了一位六十余岁的当地女子，两人共育有三个孩子。他的后裔后来统一女真各部落，并在1115年建立了金朝。金熙宗即位後不久，在1136年或1137年，给函普追上諡號為景元皇帝，庙号始祖。在1144或1145年，稱他的埋葬地為光陵，到1145年12月或1146年1月，增諡為懿宪景元皇帝。

## 名字
在中文史料中，函普之名有着已知的多种转写。从1131年开始，被迫在金国渡过十余年的宋国使节洪皓，在其所作的见闻录《松漠纪闻》（成书于1155年之后）中，将函普称为龕福。在《三朝北盟會編》（约成书于1196年）里所引用的失传书籍《神麓記》，把他称为掯浦；而在《滿洲源流考》（1789年成书）中，他又被称为哈富。:37–38

## 生平
由于早期女真人没有留下任何文字记载，因此函普的生平最先只是通过口头传说而流传。:163据《金史》记载，函普在六十多岁时从高丽来到完颜部，住在仆斡水涯。:414–15其他来源称，函普从新罗而来，而新罗该国则从668年开始统治朝鲜半岛，直到在935年被高丽所灭。:68–69据同样的故事叙述，函普离开高丽时，他的两个兄弟一个留在高丽，一个留在渤海地区。:212由于女真人把函普看作是烏骨廼的天祖父，历史学家因此推测，函普生活在10世纪早期，女真族在当时仍由独立的部落组合而成，在此期间，高丽在918年建国，并在935年灭亡新罗。:212:219:163:65:251
包括完颜氏在内的女真部落，在汉人或契丹人的公文中被称为生女真。:212:162这些“生女真”居住于辽朝境外受汉文化的影响不大的长白山南部（今在朝鲜民主主义人民共和国与中国东北地区的边界）以及松花江北部。:3
函普在完颜氏部住了一段时间后，完颜部人杀了其它族的人，因此两族交恶，哄鬥不止。完颜部人对函普说只要化解仇杀，就把部族里一个六十多未嫁的贤女嫁给他，收他作完颜部的人。函普答应下来，为了解决两个氏族永无休止的家族世仇，函普明智的确立了两个氏族都适应的新规定：从现在起，杀人者家里将牛、马、钱（人口一、马二十匹、母牛十头、黄金六两）赠予被害人亲属，以作赔偿。历史学家福赫伯，以女真族的习惯法与古日耳曼人实行的被杀赔偿金为对比。:219作为结束这场氏族纷争的回报，函普娶了六十多岁的完颜部女，并为他生了两子一女。:414–15失传的《神麓记》称，函普的妻子只有四十多岁。:37之后，函普及其后裔，被正式接纳为完颜部人。:414–15

## 族源争议
中国学者曾争论过函普的种族。学者们通常认为，由于高丽境内居住着几个民族，函普“从高丽来”并不意味着其民族为高丽人。:250:65:71当时的人们并不总在国家和民族之间作区分，因此，以现代说法来看，函普可能是客居于高丽地的女真人、高丽人或是新罗人。:81
中国历史学家金毓黻意识到，历史文献不是称函普来自高丽就是来自新罗，发觉这两种观点都值得考辨。:251，注释3:65一些历史学家公开认为，关于函普族属的记载，全都出自于《松漠纪闻》及像称其为“新罗人”的马端临的《文献通考》之类的其他来源。:68-69据《高丽史·睿宗三》记述，金景祖完颜乌古迺之子盈歌，因其家族祖先函普来自高丽，尊高丽为“父母之邦”。不过，上述言论可能是女真人尝试在外交上得到高丽的帮助，以共同攻打辽国的一种拉拢。:251注释3:74
历史学家孙进己声称，函普从高丽来之前就姓完颜，因此，他的家庭在重返女真土地之前，乃是居于高丽、新罗的女真人。:81中国历史学家孟古托力及赵永春认为，函普的祖先是女真人，他们曾先后居住于新罗和吞灭新罗的高丽。:65–67:68
西方学者通常把函普看作傳說故事。福赫伯解释说，该女真“祖先的传说”可能暗示完颜部在10世纪的某个时候吸收了从高丽和渤海来的移民。:414–15牟复礼估计，此记述建立于完颜氏的一个“部落传说”之上，而函普的两个兄弟（一个留在高丽，另一个留在渤海）则可能象征着“这两个部族的祖先存有渊源”。:212
宋朝洪皓《松漠纪闻》、徐梦莘《三朝北盟会编》、李心传《建炎以来朝野杂记》、《建炎以来系年要录》、陈均《九朝编年备要》、佚名编《续编两朝纲目备要》、宇文懋昭《大金国志》、马端临《文献通考》皆载女真酋长本新罗人，号完颜氏。
金朝《始祖实录》称祖先自高丽而来，未闻出于高辛，可見女真人既不承认自己是黄帝後人，也不承认自己是高句丽後人（高丽自称是高句丽的延续）。
元朝官修《金史》记载「金人本出鞨靺之附于高丽者」，表示金人祖先是居住在高丽的鞨靺人。

## 遗产

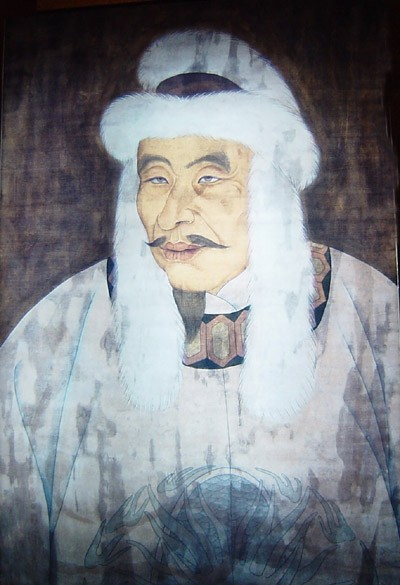
函普的第八代传人阿骨打，在1115年建立金朝

在公元1000年以后，完颜氏在女真族中声名鹊起。:414函普的第六代传人烏骨廼，开始将分散的女真氏族与部落归附于完颜部。:164烏骨廼之孙阿骨打，击败了女真的契丹统治者辽朝，并在1115年建立金朝。:164到了1127年，金朝已经完全征服了中国北方原属于宋朝的领土。:169
金熙宗即位后不久，在1136年或1137年，:162给函普上谥号景元皇帝，庙号始祖。在1144或1145年，函普的陵寝被命名为光陵。在1145年12月或1146年1月，他的谥号被增加为懿憲景元皇帝。

## 家庭

### 妻子儿女
函普之妻在1136年被谥为明懿皇后。蒙古学者脱脱在14世纪四十年代主编的官修史书《金史》中，列下的函普的家庭成员如下：
- 明懿皇后，完颜部人。年六十余嫁始祖。[30]
  - 长子烏魯，他的继任者
  - 次子斡鲁
  - 女注思版

### 兄弟及子女
- 兄阿古乃，因为笃信佛教，留在高丽不肯与函普同行
  - 胡十门
- 弟保活里
  - 石土门
  - 迪古乃

### 後代
- 九世孫完顏匡

### 引用
1. ↑  《金史·本纪第一》：金之始祖讳函普，初从高丽来，年已六十余矣。兄阿古乃好佛，留高丽不肯从，曰：“后世子孙必有能相聚者，吾不能去也。”独与弟保活里俱。始祖居完颜部仆干水之涯，保活里居耶懒。其后胡十门以曷苏馆归太祖，自言其祖兄弟三人相别而去，盖自谓阿古乃之后。石土门、迪古乃，保活里之裔也。及太祖败辽兵于境上，获耶律谢十，乃使梁福、斡荅刺招谕渤海人曰：“女直、渤海本同一家。”盖其初皆勿吉之七部也。始祖至完颜部，居久之，其部人尝杀它族之人，由是两族交恶，哄斗不能解。完颜部人谓始祖曰：“若能为部人解此怨，使两族不相杀，部有贤女，年六十而未嫁，当以相配，仍为同部。”始祖曰：“诺。”乃自往谕之曰：“杀一人而斗不解，损伤益多。曷若止诛首乱者一人，部内以物纳偿汝，可以无斗，而且获利焉。”怨家从之。乃为约曰：“凡有杀伤人者，征其家人口一、马十偶、牸牛十、黄金六两，与所杀伤之家，即两解，不得私斗。”曰：“谨如约。”女直之俗，杀人偿马牛三十，自此始。既备偿如约，部众信服之，谢以青牛一，并许归六十之妇。始祖乃以青牛为聘礼而纳之，并得其赀产。后生二男，长曰乌鲁，次曰斡鲁，一女曰注思板，遂为完颜部人。天会十四年，追谥景元皇帝，庙号始祖。皇统四年，号其藏曰光陵。五年，增谥始祖懿宪景元皇帝。
2. 1 2  陳述. . 科學出版社. 1960.
3. 1 2 3 4 5 6 7 8  福赫伯、崔瑞德等 (编). . . 中国社会科学出版社. 1998: 160–255. ISBN 7500422113.
4. ↑  《金史·本纪第一》：金之始祖諱函普，初從高麗來，年已六十餘矣。（中华书局，1974年版，第二页。）
5. 1 2 3 4 5  Denis Sinor等 (编). . . Cambridge: Cambridge University Press. 1990: 400–423. ISBN 0-521-24304-1.
6. 1 2 3 4 5  赵永春. . . 中国社会科学出版社. 2006/1: 68–74.
7. 1 2 3 4  Mote, Frederick W. . MA: Harvard University Press: Cambridge. 1999. ISBN 0-674-44515-5.
8. 1 2  Franke, Herbert. . Dieter Eikemeier和Herbert Franke  (编). . Wiesbaden: Harrassowitz. 1981: 215–233. ISBN 3-447-02164-0.
9. 1 2 3 4  孟古托力. . . 2000/1: 64–76.
10. 1 2 3 4  王民信. . . 臺大出版中心. 2010. ISBN 9789860259094.
11. ↑  《金史·本纪第一》：始祖至完颜部，居久之，其部人尝杀它族之人，由是两族交恶，哄斗不能解。完颜部人谓始祖曰：「若能为部人解此怨，使两族不相杀，部有贤女，年六十而未嫁，当以相配，仍为同部。」始祖曰：「诺。」乃自往谕之曰：「杀一人而斗不解，损伤益多。曷若止诛首乱者一人，部内以物纳偿汝，可以无斗，而且获利焉。」怨家从之。乃为约曰：「凡有杀伤人者，征其家人口一、马十偶、牸牛十、黄金六两，与所杀伤之家，即两解，不得私斗。」曰：「谨如约。」女直之俗，杀人偿马牛三十，自此始。
12. ↑  《金史·本纪第一》：既备偿如约，部众信服之，谢以青牛一，并许归六十之妇。始祖乃以青牛为聘礼而纳之，并得其赀产。后生二男，长曰乌鲁，次曰斡鲁，一女曰注思板。
13. ↑  此段只能认为是传说，所谓六十多未嫁之贤女，可能是諧謔夸张的外号。
14. ↑  何光岳. .    (编). . 江西教育出版社. 2004. ISBN 7539240288.
15. ↑  《金史·本纪第一》：后生二男，长曰乌鲁，次曰斡鲁，一女曰注思板，遂为完颜部人。
16. ↑  此段只能认为是传说，所谓六十餘未嫁之贤女，可能是諧謔夸张的外号。
17. ↑  《金史·列传第三》和洪皓的《松漠纪闻》都叙述了函普从高丽（高句丽或者新罗）来，却没有详细表明其民族为高丽人还是客居于高丽地的女真人。金国时完颜勖等撰修的《祖宗实录》，讲明了金始祖是客居高丽地的女真人，而不是高丽人或者新罗人。
18. 1 2  孙进己. . . 吉林文史出版社. 1987.
19. ↑  《高丽史·世家第十四》：癸丑（1117年3月，睿宗在位的第十二年），金主完颜阿古打遣阿只等五人往高丽，寄书曰：“兄大女真，金国皇帝，致书于弟高丽国王：自我祖考，介在一方，谓契丹为大国，高丽为父母之邦，小心事之。契丹无道，陵轹我疆场，奴隶我人民，屡加无名之师。我不得已拒之，蒙天之祐，获殄灭之。唯王，许我知亲，结为兄弟，以成世世无穷之好，仍遣良马一匹。”
20. ↑  金史 卷一百七 列传第四十五
21. ↑  高丽史94卷-列传7-徐熙
22. ↑  金史 列传第七十三
23. ↑  《金史·本纪第一》：天会十四年，追谥景元皇帝，庙号始祖。
24. ↑  《金史·本纪第一》：皇统四年，号其藏曰光陵。
25. ↑  《金史·志第十三》：是岁（皇统五年）闰十一月，增上祖宗尊谥，始祖景元皇帝曰懿宪景元皇帝。
26. ↑  皇统五年闰十一月在1145年12月16日到1146年1月13日之间。
27. ↑  《金史·志第十三》：十四年八月庚戌……谨按谥法，布义行刚曰'景'，主义行德曰'元'，保民耆艾曰'明'，温柔圣善曰'懿'，请上皇九代祖尊谥曰景元皇帝，庙号始祖，妣曰明懿皇后。
28. ↑  金太宗在1135年驾崩后，金熙宗即位，繼續使用天会这个年號，直到1137年。
29. ↑  《金史·本纪第一》：金之始祖讳函普，初从高丽来，年已六十余矣。兄阿古乃好佛，留高丽不肯从，曰：「后世子孙必有能相聚者，吾不能去也。」独与弟保活里俱……后生二男，长曰乌鲁，次曰斡鲁，一女曰注思板，遂为完颜部人。
30. ↑  《金史·列传第三》：始祖明懿皇后生德帝乌鲁，季曰斡鲁，女曰注思版，皆福寿之语也。以六十后生子，异之，故皆以嘉名名之焉。